# Косогорово (Нижегородская область)
Косогорово — деревня в составе Богородского сельсовета в Воскресенском районе Нижегородской области.

## География
Находится в правобережье Ветлуги на расстоянии примерно 6 километров по прямой на юг-юго-восток от районного центра посёлка Воскресенское.

## История
Деревня упоминается с XIX века, она входила в Макарьевский уезд Нижегородской губернии. Последний владелец Левашов. В 1859 году в ней было отмечено 9 дворов и 90 жителей. В 1911 году учтено 28 дворов. В 1925 году было 115 жителей.

## Население
Постоянное население составляло 8 человек (русские 100 %) в 2002 году, 4 в 2010 году.